# Vanilla moonii
Vanilla moonii ist eine Pflanzenart aus der Gattung Vanille (Vanilla) in der Familie der Orchideen (Orchidaceae). Sie wächst als Kletterpflanze in Sri Lanka.

## Beschreibung
Vanilla moonii ist eine immergrüne Kletterpflanze. Der Spross misst 1,2 bis 1,5 Zentimeter im Durchmesser, er ist deutlich längs gefurcht. Die Blätter werden acht bis 18 Zentimeter lang und 2,5 bis 4,5 Zentimeter breit. Die Blattform ist schmal eiförmig bis lanzettlich, sichelförmig gebogen, nach vorne lang ausgezogen, stumpf endend. Der Blattgrund ist abgerundet, ein Blattstiel ist kaum zu erkennen.
Die Blütezeit von Vanilla moonii ist im April. Der Blütenstand wird 2,5 bis 7,5 Zentimeter lang, die Blütenstandsachse ist dabei ziemlich dick. Der unverzweigte Blütenstand besteht aus bis zu 21 Blüten. Die Tragblätter sind recht variabel, sie werden 0,5 bis 3,5 Zentimeter groß. Blütenstiel und Fruchtknoten messen zusammen 1,5 bis drei Zentimeter. Die Blüten sind cremegelb bis weißlich gelb. Sepalen und Petalen sind etwa 2,5 Zentimeter lang, lanzettlich geformt, im unteren Bereich röhrenförmig zusammengeneigt, ihr vorderer Teil ausgebreitet. Die Lippe ist etwas heller als die anderen Blütenblätter, mit braunen Haaren. Sie ist 2,5 Zentimeter lang, ungeteilt oder undeutlich dreilappig, röhrenförmig um die Säule geschlagen, der vordere Rand gewellt. Im vorderen Drittel befindet sich ein Streifen mit kurzen Haaren, an dessen unterem Ende sitzen dicke, nach hinten gerichtete Papillen. Die Kapselfrucht wird etwa zehn Zentimeter lang bei einem Zentimeter Durchmesser.

## Verbreitung
Vanilla moonii kommt endemisch in Sri Lanka vor. Sie besiedelt dichte Wäldern bis 700 Meter Höhe.

## Systematik und botanische Geschichte
Vanilla moonii wurde 1861 von George Henry Kendrick Thwaites erstmals beschrieben.
Innerhalb der Gattung Vanilla wird Vanilla moonii in die Untergattung Xanata und dort in die Sektion Thetya, die alle Arten der Paläotropis enthält, eingeordnet. Laut Portères ähnelt Vanilla moonii einer in allen Teilen verkleinerten Gewürzvanille (Vanilla planifolia). Details der Blüte erinnern an Vanilla griffithii, als weitere verwandte Arten vermutete er Vanilla ovalis und Vanilla albida. Nach Soto Arenas und Cribb sind verwandte Arten Vanilla albida, Vanilla andamanica, Vanilla havilandii, Vanilla montana, Vanilla sanjappae und Vanilla yersiniana. Bei den Blüten bestehen zudem Ähnlichkeiten zu Vanilla annamica und Vanilla somai.